# Mimacraea landbecki
Mimacraea landbecki är en fjärilsart som beskrevs av Druce 1910. Mimacraea landbecki ingår i släktet Mimacraea och familjen juvelvingar. Inga underarter finns listade i Catalogue of Life.

## Bildgalleri

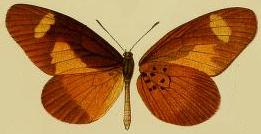
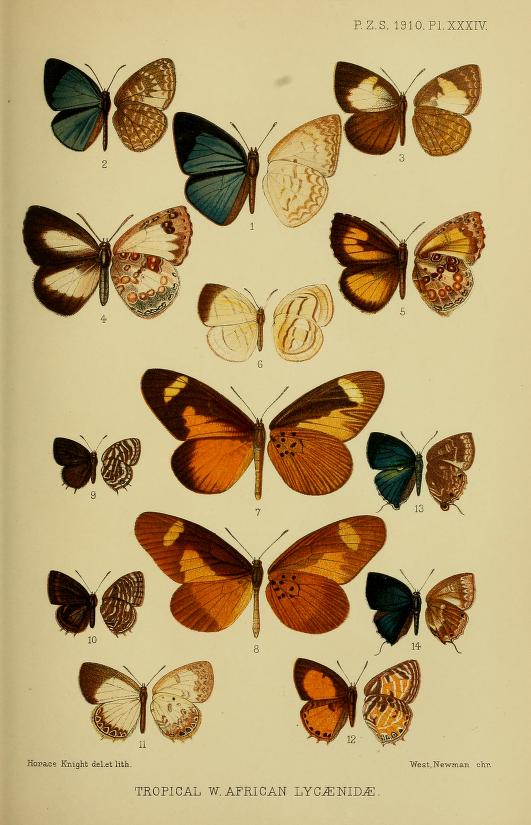